# Malhete

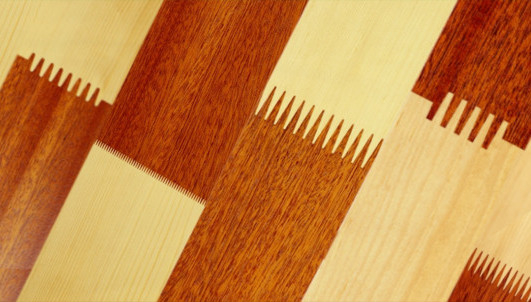

Uma Finger Joint é uma junta de marcenaria feita ao cortar um conjunto de perfis complementares e interligados em duas peças de madeira, que são então coladas. A seção transversal da junta se assemelha ao entrelaçamento dos dedos entre as duas mãos, daí o nome "Finger Joint". Os lados de cada perfil aumentam a área de superfície para colagem, resultando em uma ligação forte, mais forte do que uma junta de topo, mas não muito atraente visualmente. As Finger Joint são regularmente confundidas com as juntas de caixa, que são usadas para cantos de caixas ou construções semelhantes a caixas.

## Produção
As Finger Joint são geralmente criadas usando perfis idênticos para ambas as peças. Eles são complementados pela rotação ou translação da ferramenta em relação à peça de trabalho. Normalmente, um cabeçote fresador é usada. O corte manual das Finger Joint é demorado e sujeito a erros, portanto, raramente feito, exceto em peças artesanais.

## Aplicações
A junta Finger Joint é utilizada para a construção de longas lamelas de madeira sem defeito, painéis de madeira, também pode ser valiosa ao criar rodapés, molduras e pode ser usada em coisas como tábuas de piso e construção de portas.